# Lista de livros feministas
Esta é uma lista de livros com temática feminista. A literatura feminista engloba todas as obras que de alguma forma estejam voltadas aos direitos das mulheres, contra o patriarcado, igualdade de tratamento, autonomia sobre o próprio corpo, etc.
- Mulheres, Raça e Classe (2016) - Angela Davis [4]
- Direitos das mulheres e injustiça dos homens, Nísia Floresta.
- Em Defesa dos Direitos das Mulheres, Mary Wollstonecraft
- The Subjection of Women, John Stuart Mill & Harriet Taylor Mill
- Le Deuxième Sexe, Simone de Beauvoir
- A Mística Feminina, Betty Friedan
- A Mulher Eunuco, Germaine Greer
- Política Sexual, Kate Millett
- Relatório Hite, Shere Hite
- A Evolução do Feminismo: subsídios para a sua história", Mariana Coelho
- A História do Mundo pela Mulher, Rosalind Miles
- Memórias da Trangressão: momentos da história da mulher no século XX, Gloria Steinem
- Backlash, O contra-ataque na guerra não declarada contra as mulheres, Susan Faludi
- O Mito da Beleza, Naomi Wolf
- Scum Manifesto, Valerie Solanas
- As boas mulheres da China, Xinran, jornalista chinesa
- Sexo e Temperamento em Três Sociedades Primitivas, Margaret Mead, antropóloga norte-americana
- O Cálice e a Espada, Riane Eisler, escritora e ativista austríaca
- When God Was a Woman, Merlin Stone, historiadora britânica
- The First Sex, Elizabeth Gould Davis, bibliotecária norte-americana
- Against our will (Contra a vontade da mulher: Homens, Mulheres e o estupro), Susan Brownmiller
- Female Chauvinist Pigs: Women and the Rise of Raunch Culture, Ariel Levy
- As mulheres, os direitos humanos e a democracia, Rosiska Darcy de Oliveira
- Intercourse, Andrea Dworkin
- A Criação do Patriarcado, Gerda Lerner
- The Straight Mind and Other Essays, Monique Wittig
- Gender Trouble, Judith Butler
- Sister Outsider,  Audre Lorde
- Por um Feminismo Afro-Latino-Americano, Lélia Gonzalez
- Right-Wing Women, Andrea Dworkin
- A Short History of Trans Misogyny, Jules Gill-Peterson
- A Criação da Consciência Feminista, Gerda Lerner
- O Direito Ao Sexo, Amia Srinivasan
- Of Woman Born, Adrienne Rich
- Manifesto Feminista, Radicalesbians
- Refusing To Be a Man: Essays on Sex and Justice, John Stoltenberg
- Trans/Rad/Fem, Talia Bhatt
- Toward a Feminist Theory of the State, Catherine Mackinnon
- História dos feminismos na América Latina, Dora Barrancos
- Viver Uma Vida Feminista, Sara Ahmed
- Feminismo no Brasil, Branca Moreira Alves
- A Invenção das Mulheres, Oyèrónkẹ Oyěwùmí
- E eu não sou uma Mulher, bell hooks
- A Política Sexual da Carne, Carol J. Adams
- Sexual Harassment Of Working Women, Catherine Mackinnon
- A Vulva é uma Ferida Aberta e Outros Ensaios,Glória Anzaldúa
- Pensamento Feminista Brasileira: Formação e Contexto, Heloísa Buarque de Hollanda (Organizadora)
- Pensamento Feminista Hoje: Perspectivas Decoloniais, Heloísa Buarque de Hollanda (Organizadora)
- Um Feminismo Decolonial, Françoise Vergès
- Pensamento Feminista: Conceitos Fundamentais, Heloísa Buarque de Hollanda (Organizadora)
- Woman Hating, Andrea Dworkin
- The Lesbian Body, Monique Wittig
- Uma Teoria Feminista da Violência, Françoise Vergès
- This sex which is not one, Luce Irigaray
- Amanhã o Sexo será Bom Novamente, Katherine Angel
- Gênero, Patriarcado e Violência, Heleieth Saffioti
- O Calibã e a Bruxa, Silvia Federici
- Mulheres e A Caça As Bruxas, Silvia Federici
- Femininity and Domination, Sandra Lee Bartky
- Faux Feminism: Why We Fall for White Feminism and How We Can Stop, Serene Khader
- Rethinking Global Sisterhood: Western Feminism and Iran, Nima Naghibi
- Pornography: Men Possessing Women, Andrea Dworkin
- Breve História do Feminismo, Carla Cristina Garcia
- The Essential, Ellen Willis